# John Young (actor)
John Young (n. 16 iunie 1916, Edinburgh – d. 30 octombrie 1996, Glasgow) a fost un actor scoțian. El a fost tatăl actorului Paul Young. John Young a jucat printre altele în filmele: Doomwatch, Monty Python and the Holy Grail, Monty Python’s Life of Brian, Chariots of Fire, Time Bandits și Rab C. Nesbitt.